# 樊纪亨
樊纪亨（1944年7月—），山西安泽人，中华人民共和国政治人物。

## 生平
毕业于山西大学中文系。1984年1月，任洪洞县副县长；1986年2月，任中共洪洞县委副书记；1990年7月，任中共洪洞县委副书记、县长；1992年3月，任中共洪洞县委书记；1995年1月，任中共临汾地委委员、组织部长；1998年10月，任中共临汾地区委员会副书记、行署专员；2000年11月，任中共临汾市委副书记、临汾市市长；2001年1月，任中共临汾市委书记。2003年4月至2006年4月，任临汾市人大常委会主任。